# 滦河镇
滦河镇，是中华人民共和国河北省承德市双滦区下辖的一个乡镇级行政单位。

## 行政区划
滦河镇下辖以下地区：
滦河村、酒店村、东园子村、西南营村和宫后村。